# Verona (Ohio)
Verona és una població dels Estats Units a l'estat d'Ohio. Segons el cens del 2000 tenia 430 habitants.

## Demografia
Segons el cens del 2000, Verona tenia 430 habitants, 158 habitatges, i 112 famílies. La densitat de població era de 976,6 habitants per km².
Dels 158 habitatges en un 38% hi vivien nens de menys de 18 anys, en un 62,7% hi vivien parelles casades, en un 6,3% dones solteres, i en un 28,5% no eren unitats familiars. En el 24,7% dels habitatges hi vivien persones soles el 5,7% de les quals corresponia a persones de 65 anys o més que vivien soles. El nombre mitjà de persones vivint en cada habitatge era de 2,72 i el nombre mitjà de persones que vivien en cada família era de 3,26.
Per edats la població es repartia de la següent manera: un 31,2% tenia menys de 18 anys, un 9,1% entre 18 i 24, un 30,5% entre 25 i 44, un 21,2% de 45 a 60 i un 8,1% 65 anys o més.
L'edat mediana era de 34 anys. Per cada 100 dones de 18 o més anys hi havia 107 homes.
La renda mediana per habitatge era de 34.107 $ i la renda mediana per família de 38.750 $. Els homes tenien una renda mediana de 33.333 $ mentre que les dones 24.219 $. La renda per capita de la població era de 14.468 $. Aproximadament el 5,6% de les famílies i el 8,4% de la població estaven per davall del llindar de pobresa.

## Poblacions properes
El següent diagrama mostra les poblacions més properes.